# Chiefs (rugby a 15 femminile)
Chiefs, anche Chiefs Manawa, è la squadra di rugby a 15 femminile del Chiefs, franchise neozelandese governata dall'unione provinciale rugbistica di Waikato.
Fondata nel 2021, partecipa dal 2022 al campionato Super Rugby Aupiki, corrispettivo femminile del Super Rugby, della cui edizione inaugurale è campione.
Per ragioni di sponsorizzazione la squadra è nota anche con il nome di Waitomo Chiefs Manawa.
La squadra è allenata da Crystal Kaua e disputa i propri incontri interni al Waikato Stadium di Hamilton.

## Storia
L'idea originale di istituire una competizione tra le sezioni femminili delle franchise neozelandesi del Super Rugby nacque da consultazioni tra Blues e Chiefs, quest'ultima incentrata sull'area di Waikato.
Il prodromo fu una partita amichevole tenutasi tra tali due squadre all'Eden Park di Auckland il 1º maggio 2021 in occasione del medesimo incontro di Super Rugby tra le due formazioni maschili.
L'incontro, cui fu associato un trofeo, il Waipuea Women's Rugby Taonga, vide la vittoria delle Chiefs sulle Blues Women per 39-12.
Sulla scia di tale prima esibizione, la federazione neozelandese accolse la proposta delle franchise di istituire il campionato femminile omologo al Super Rugby e il 6 ottobre 2021 fu annunciata la nascita della competizione e delle squadre ad essa partecipanti.
A novembre 2021 fu completata la messa sotto contratto delle giocatrici in vista della prima edizione del 2022.
La partita tra Blues Women e la franchise di Wellington delle Hurricanes Poua avrebbe dovuto inaugurare il torneo, ma non poté avere luogo per via del contagio da coronavirus che colpì numerose giocatrici di quest'ultima squadra; l'incontro si risolse per decisione dell'organizzatore in un pari 0-0: toccò quindi alla franchise dell'Isola del Sud, le Matatū, e alle Chiefs disputare il primo incontro assoluto della nuova competizione, che fu vinto da queste ultime per 17-15.
Con tre incontri vinti su tre le Chiefs si aggiudicarono il primo titolo del Super Rugby Aupiki; la matematica certezza giunse battendo 35-0 le Blues in quella che, a posteriori, fu una partita-spareggio pur essendo la prima edizione di torneo tenutasi a girone unico.
Dalla stagione 2023 allenatrice della squadra è Crystal Kaua, che ha rimpiazzato Allan Bunting, già C.T. della Nuova Zelanda a sette campione olimpica maschile.

## Cronologia
| Cronistoria delle Chiefs |
| --- |
| - 2022 · 1º Super Rugby Aupiki Campione del Super Rugby Aupiki - 2023 · 1º stagione regolare Super Rugby Aupiki Sconfitta finale per il titolo |

## Colori e simboli
A differenza di quelle della squadra maschile, che veste i colori della provincia di Waikato (rosso, nero e oro), le tenute di gioco delle Chiefs hanno uno sfondo fucsia anche se il disegno in nero è lo stesso di quello dei colleghi maschi.
Il loro produttore è Adidas che, dal 2018, fornisce gli equipaggiamenti di tutte le squadre neozelandesi del Super Rugby.
Anche lo sponsor di maglia è diverso da quello della squadra maschile: si tratta della catena di stazioni di servizio Waitomo che dà anche il nome commerciale alla squadra, Waitomo Chiefs Manawa.

## Stadio
L'impianto interno d'elezione è Waikato Stadium ad Hamilton; nel 2022 fu usato come sede neutra unica perché il torneo fu concentrato in una sola città per motivi sanitari legati alla pandemia di COVID-19.
Capace di 25800 spettatori, è anche l'impianto interno della squadra provinciale di Waikato e della formazione maschile degli Chiefs.

## Palmarès
- Super Rugby Aupiki: 1
2022